# فريتز سوهرين
فريتز سوهرين (بالألمانية: Fritz Suhren)‏ (10 يونيو 1908- 12 يونيو 1950) ضابط في وحدات إس إس وقائد واحد من معسكرات الاعتقال النازية.

## السيرة الذاتية

### السنوات المبكرة
في عام 1928، انضم سوهرين إلى الحزب النازي ومعسكر كتيبة العاصفة لينتقل في أكتوبر 1931 إلى وحدات إس إس كمتطوع قبل أن يصبح عضوا بدوام كامل في عام 1934. كان سوهرين من ضمن المتهمين في محاكمات هامبورغ رافنسبروك لكونه قائد المعسكر وحكم عليه بالإعدام ونفذ في عام 1950.

### الشوتزشتافل

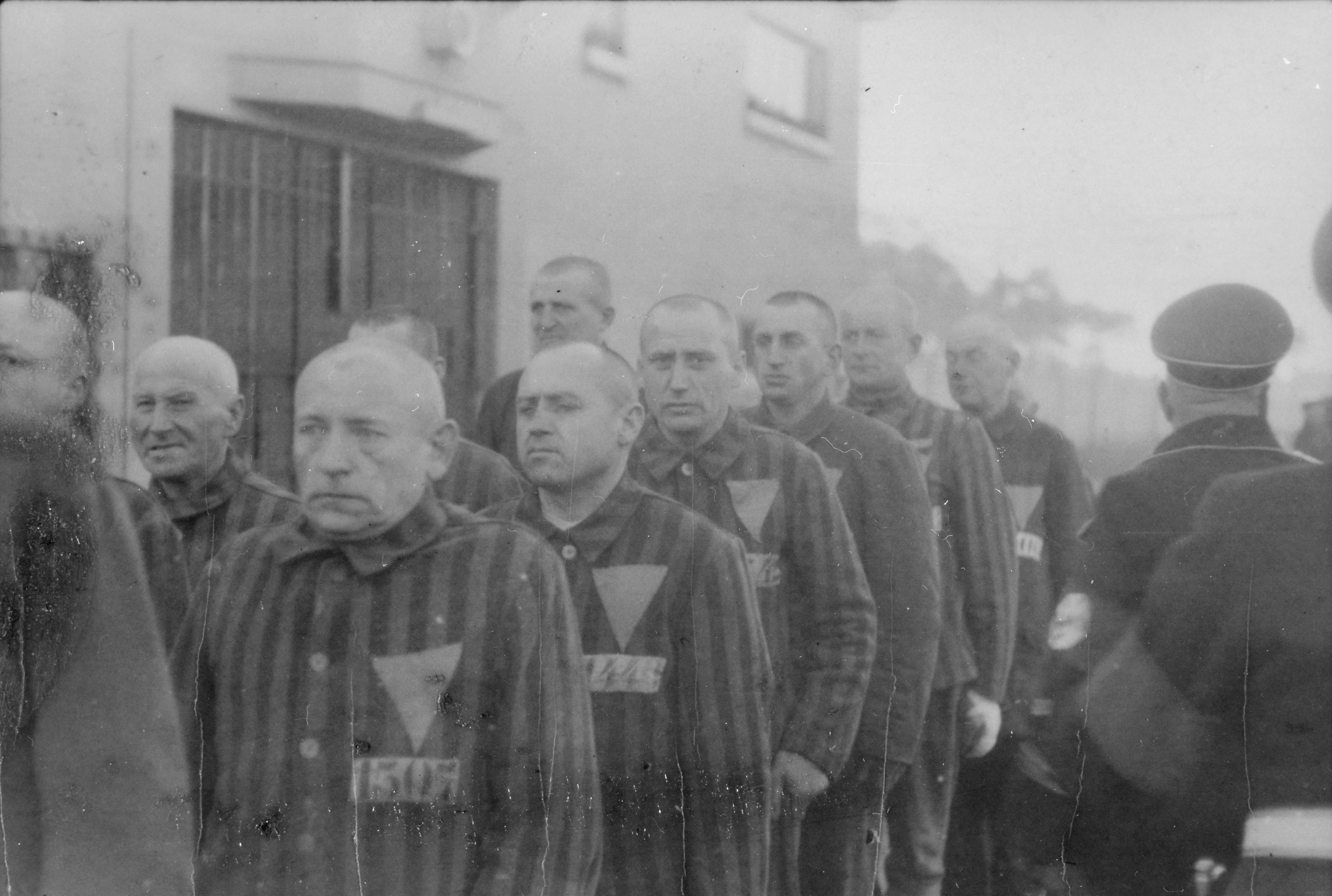
سجناء ساكسنهاوزن، 19 ديسمبر 1938.

تم تدريب سوهرين من قبل الفيرماخت تحت إشراف قوات وحدات إس إس لا ليكون جنديا بل ليتم تعيينه في معتقل ساكسنهاوزن، وهو ما حدث في عام 1941. بحلول عام 1942، تم تعينه نائب قائد المخيم. في مايو من نفس العام أمر سوهرين هاري نوجوك بشنق السجين المسئول عن تنفيذ عمليات الإعدام. لكن نوجوك رفض تنفيذ الأمر وتم اتهامه بالعصيان ليحكم عليه سوهون بأن يتم شنقه بجانب السجين (تم تزويد المنصة بونش لزيادة العدد) وأجبر سجين شاب على تنفيذ عملية الشنق.

## رافنسبروك
تم تعيين سوهرين بعد ذلك قائدًا لمعسكر النساء في معسكر اعتقال رافينسبروك. بعد توليه القيادة في عام 1942 أعلن عن سياسته التي تمحورت حول إجبار السجناء على العمل الشاق وإطعامهم بأقل قدر ممكن.
كقائد للمعسكر، كان على سوهرين توفير السجناء للدكتور كارل غيبهارت لإجراء التجارب عليهم. بالرغم من اعتراضه في بادئ الأمر لكون معظم سجناء المعسكر هم سجناء سياسيين وتقديمه شكوى إلى قيادة فرقة وحدات إس إس حول هذه الممارسات. إلا أنه اعتذر لجيبهارت وقام بتزويده بالسجناء المطلوبين بعد رفض قيادة قوات الأمن الخاصة الشكوى. صرح سوهرين في وقت لاحق أنه شهد تجارب شملت تعريض النساء لمستويات عالية من الأشعة السينية بغرض التعقيم الإجباري.
مع اقتراب نهاية الحرب العالمية الثانية، اتصل كلا من فرانز جورينج (عضو في قوات الأمن الخاصة) وبونوا موسي بسوهرين طالبين منه إرسال قافلة من السجينات ليصبحوا ضمن عهدة الصليب الأحمر الاسكندنافي. رفض سوهرين طلبهم في بادئ الأمر مبررا أنه يتنافى مع أوامر من جهة سيادية أعلى لكنه وافق بعد حصول جورينج على دعم رودلف براندت.

## الاستسلام والإعدام
مع وصول قوات الحلفاء إلى بضعة أميال فقط من المخيم، هرب سوهرين برفقه أوديت سانسوم كأسيره له- سجينة في معتقل رافنسبروك كان يعتقد أنها ابنة أخت وينستون تشرشل، بعد استخدامها لقب عائلة تشرشل في المعسكر- إلى قاعدة عسكرية تابعة للولايات المتحدة الأمريكية. كانت سانسوم في الواقع جاسوسة في المعسكر تلقت تعليمات بتبني الاسم الخاطئ ونشر اشاعة علاقتها برئيس الوزراء البريطاني ليظن الألمان أن لديهم أداة مساومة محتملة في حال تدهورت الأمور.
تم القبض على سوهرين وعرض على محاكمات هامبورغ رافنسبروك حيث شهدت سانسوم ضده وتم إعدامه في عام 1950.

## وصلات خارجية
- القبض على فريتز سوهرين.
- زوجات قادة معسكرات الاعتقال النازية.

| مناصب عسكرية                             | مناصب عسكرية                                        | مناصب عسكرية    |
| ---------------------------------------- | --------------------------------------------------- | --------------- |
| سبقه -هوبتستثرمفهرر شوتزشتافل ماكس كوجيل | قائد معسكر اعتقال رافنسبروك أغسطس 1942 – أبريل 1945 | تبعه فض المعسكر |